# Daniel Allerstorfer
Daniel Allerstorfer (* 4. prosince 1992 Rohrbach, Rakousko) je rakouský zápasník–judista.

## Sportovní kariéra
S judem začínal v 6 letech. Připravuje se v Sankt Peteru v klubu UJZ Mühlviertel. V rakouské seniorské reprezentaci se pohybuje od roku 2012. Zápasí v těžké váze, ve které patří k širší evropské špičce. V lepším výsledkům mu brání nižší vzrůst a především umění prodat nabyté kilogramy v soutěžním zápase. V roce 2016 bojoval o účast na olympijských hrách v Riu s Michalem Horákem a nakonec byl úspěšnější. Na olympijských hrách vypadl v prvním kole s Renatem Saidovem z Ruska na yuko po uči-matě.

## Výsledky
| Olympijské hry     | —  |     |     |     | —   |     |     |     | úč. |     |  |  |  |  |  |  |  |  |  |  |  |  |  |  |  |  |  |
| Mistrovství světa  |    | —   | —   | —   |     | úč. | úč. | úč. |     | 7.  |  |  |  |  |  |  |  |  |  |  |  |  |  |  |  |  |  |
| Evropské hry       |    |     |     |     |     |     |     | úč. |     |     |  |  |  |  |  |  |  |  |  |  |  |  |  |  |  |  |  |
| Mistrovství Evropy | —  | —   | —   | —   | úč. | úč. | úč. | úč. | úč. | úč. |  |  |  |  |  |  |  |  |  |  |  |  |  |  |  |  |  |
| ME do 23 let       | —  | —   | —   | —   | úč. | 2.  | úč. |     |     |     |  |  |  |  |  |  |  |  |  |  |  |  |  |  |  |  |  |
| MS juniorů         | —  | —   | úč. | úč. |     |     |     |     |     |     |  |  |  |  |  |  |  |  |  |  |  |  |  |  |  |  |  |
| ME juniorů         | —  | úč. | 5.  | 1.  |     |     |     |     |     |     |  |  |  |  |  |  |  |  |  |  |  |  |  |  |  |  |  |
| ME dorostenců      | 7. |     |     |     |     |     |     |     |     |     |  |  |  |  |  |  |  |  |  |  |  |  |  |  |  |  |  |